# Dolores Rente
Dolores Rente (* 13. April 1959 in der Lutherstadt Eisleben) ist eine deutsche Politikerin (Die Linke).

## Ausbildung
Rente besuchte bis 1975 die polytechnische Oberschule. Von 1975 bis 1977 absolvierte sie eine Berufsausbildung als Agrotechnikerin/Mechanisatorin. Von 1977 bis 1980 war sie auf der Agraringenieurschule Haldensleben.

## Politik
Rente war von 1986 bis 1990 Mitglied bei der DBD. 1986–1989 war sie Ortsvorsitzende der DBD und 1987–1990 stellvertretende Bürgermeisterin in Fischbeck. Von 1989 bis 1990 fungierte sie als Kreissekretärin der DBD im Kreis Havelberg. 
2004 trat sie der WASG bei. Zwischen 2004 und 2006 war sie Landesvorsitzende ihrer Partei in Sachsen-Anhalt.
Auf der Landesliste der Linkspartei.PDS zog sie im April 2006 in den Landtag von Sachsen-Anhalt ein, dem sie bis 2011 angehörte. Im Landesvorsitz folgte ihr im Juli 2006 Roland Teichmann.
Dolores Rente wohnt in Fischbeck an der Elbe.